# Шевелева (Тюменская область)
Шевелева — деревня в Вагайском районе Тюменской области, входит в состав Куларовского сельского поселения.

## География
Деревня находится недалеко от озера Шубное, около деревни находиться Полуяновский бор. Автобусное сообщение.

## Население
| 2010 |
| ---- |
| 4    |